# Them Crooked Vultures
Them Crooked Vultures (abreviado como TCV) es un supergrupo de hard rock formado en Los Ángeles en 2008. Está compuesto por Josh Homme (Kyuss, Queens of the Stone Age, Eagles of Death Metal), Dave Grohl (Foo Fighters, Nirvana) John Paul Jones (Led Zeppelin) y en giras con Alain Johannes (What Is This?, Eleven, Queens of the Stone Age). El álbum debut de la banda fue lanzado el 16 de noviembre de 2009 en Reino Unido y el 17 en Estados Unidos. También estuvo disponible en la página en YouTube de la banda antes de su lanzamiento, el cual fue retirado.

## Historia
Las primeras noticias sobre la colaboración de los tres músicos responden al año 2005, cuando Dave Grohl declaró en una entrevista a la revista Mojo: "El siguiente proyecto que estoy tratando de poner en marcha me incluye a mi tocando la batería, a Josh Homme en la guitarra y a John Paul Jones tocando el bajo. Ese es el siguiente álbum. Eso no apestará".
En diciembre de 2008, la mujer de Homme, y cabeza de la banda Spinerette, Brody Dalle comentó: "No tengo libertad para hablar de ello... pero creo que el proyecto es increíble. Se siente y suena como nada que hayas escuchado antes."
Según publicó Jimmy Page en su muro de Facebook, hubo conversaciones con Dave Grohl para unirse al proyecto, cosa que finalmente no se materializó
A finales de julio fue revelado el nombre del grupo en una entrevista en la radio Power 97 con Jesse "The Devil" Hughes, compañero de Homme en Eagles of Death Metal. A la pregunta de si Josh Homme acompañaría al grupo en la actual gira, este contestó: "No, él está ocupado con Them Crooked Vultures, ese supergrupo con Dave Grohl y John Paul Jones."
A principios de agosto se puso en marcha la página oficial del grupo desde donde se podía acceder a su página en Facebook, Twitter y MySpace. El 4 de agosto se envió un correo a todos los que se habían apuntado al correo de la página web anunciando el primer concierto del grupo el 9 de agosto en Metro, Chicago.
El 6 de agosto una serie de videos de promoción conteniendo unos 40 segundos de música fueron colgados en YouTube anunciando la salida del disco para el 23 de octubre de 2009 y el título de este "Never Deserved the Future", junto con unas imágenes filtradas de la portada del disco. A pesar de la repercusión que tuvo la noticia entre los fanes y los medios, incluso Rolling Stone público la noticia y el video en su página web oficial, se descubrió que eran falsos y habían sido creados por unos asiduos al foro oficial de Rekords Rekords, discográfica perteneciente a Josh Homme.
Finalmente el álbum se tituló como el grupo, Them Crooked Vultures y salió a la venta el 16 de noviembre de 2009.
En una entrevista a fines de 2019, Dave Grohl anunció que pronto grabarían un nuevo álbum, más fuerte y pesado que el primero, también salía a la luz una canción secreta, "Highway One", la cual solo ha sido expuesta en vivo.
La banda se reunió como parte de los músicos invitados al evento "Taylor Hawkins Tribute Concert", el 3 de septiembre de 2022, en el estadio de Wembley, Londres Inglaterra. La lista de canciones estuvo reducida a tres temas: Goodbye Yellow Brick Road (Elton John), Gunman (TCV) y Long Slow Goodbye (QOTSA).

## Miembros
- Josh Homme - Voz, guitarra solista y rítmica, guitarra slide.
- John Paul Jones - Bajo, teclados, piano, keytar, pedal lap steel, bajo slide, mandolina, violín y coros.
- Dave Grohl - Batería, percusión y coros.

### Miembros de apoyo
- Alain Johannes - Guitarra rítmica y solista, guitarra slide, bajo, teclados y coros.
- Greg Kurstin - Teclados (2022)

## Discografía
- Them Crooked Vultures (2009)